# Gimino
Gimino (in croato Žminj) è un comune croato di 3 470 abitanti, situato nell'Istria centro-meridionale.

## Geografia fisica
Il paese è situato su una collina calcarea tra il canale di Leme e la valle dell'Arsa, a 15 km da Pisino.

## Storia
Fu menzionato per la prima volta nel 1177, col nome di Zemino, quale parrocchia della diocesi di Parenzo. Citata anche col nome Zimino e col tedesco Schwing, appartenne per secoli alla Contea di Pisino, di cui fu uno dei borghi fortificati più importanti e strategici.

## Monumenti e luoghi d'interesse
- Chiesa di San Michele, barocca, costruita tra il 1625 ed il 1718;
- Chiesa della Santissima Trinità, con all'interno affreschi della seconda metà del XV secolo;
- Chiesa di Sant'Antonio Abate, del XIV secolo;
- Chiesa di Santa Croce;
- Chiesa di San Bartolomeo, del XVI secolo e in seguito restaurata.

## Società

### Etnie e minoranza straniere
Secondo il censimento del 1910, la popolazione era così distribuita secondo la lingua d'uso:
| Paese  | Totale abitanti | Lingua d'uso italiano | Lingua d'uso serbo-croato | Lingua d'uso sloveno |
| ------ | --------------- | --------------------- | ------------------------- | -------------------- |
| Gimino | 5169            | 156                   | 4954                      | 34                   |

### La presenza autoctona di italiani
È presente una piccola comunità di italiani autoctoni che rappresentano una minoranza residuale di quelle popolazioni italofone che abitarono per secoli la penisola dell'Istria e le coste e le isole del Quarnaro e della Dalmazia, territori che appartennero alla Repubblica di Venezia. La presenza degli italiani a Gimino è drasticamente diminuita in seguito all'esodo giuliano dalmata, che avvenne dopo la seconda guerra mondiale e che fu anche cagionato dai "massacri delle foibe". Fino alla seconda guerra mondiale, Gimino aveva una minoranza italiana concentrata nel centro cittadino. 
Nonostante l'esodo degli italiani autoctoni, resiste una piccola minoranza pari al 1,12% della popolazione (censimento del 2011).

### Lingue e dialetti
| %      | Ripartizione linguistica (gruppi principali) |
| ------ | -------------------------------------------- |
| 97,80% | madrelingua croata                           |
| 1,28%  | madrelingua italiana                         |
| 0,49%  | madrelingua albanese                         |

| %      | Ripartizione linguistica (gruppi principali) |
| ------ | -------------------------------------------- |
| 97,39% | madrelingua croata                           |
| 1,12%  | madrelingua italiana                         |
| 0,92%  | madrelingua albanese                         |

## Località
Il comune di Gimino è diviso in 33 insediamenti (naselja):
| - Balli I (Balići I) - Bencici (Benčići) - Carlovi o Carlovici (Karlovići) - Carniceri (Krničari) - Cere (Cere) - Cherzuli (Krculi) - Clìmini o Climni (Klimni) - Cresini (Kresini) - Crisanzi (Križanci o Kršanci) - Debegliuchi (Debeljuhi) - Damiani o Villa Damiani (Domijanići) | - Gimino (Žminj), sede comunale - Gradischie (Gradišće) - Grizzini (Gržini) - Iurici (Jurići) - Laghini (Laginji) - Mattiassi (Matijaši) - Medrosani o Modrussani (Modrušani) - Montecroce di Gimino (Krajcar Breg) - Musini (Mužini) - Orbani (Orbanići) - Pamici di Gimino (Pamići) | - Percaccini (Prkačini) - Piffari (Pifari) - Pucich o Pùcici o Villa Pucci (Pucići) - Rudani (Rudani) - Sagri (Žagrići) - Sivati (Šivati) - Staveri (Krculi) - Tomisici (Tomišići) - Vadedio (Vadediji) - Vidulini (Vidulini) - Zeci di Vallonga (Zeci) |

## Economia
L'economia è basata su agricoltura, allevamento di bestiame e turismo.
Alla fine di agosto Gimino è teatro della Festa di San Bartolomeo (Bartulja).